# Sarmatismo

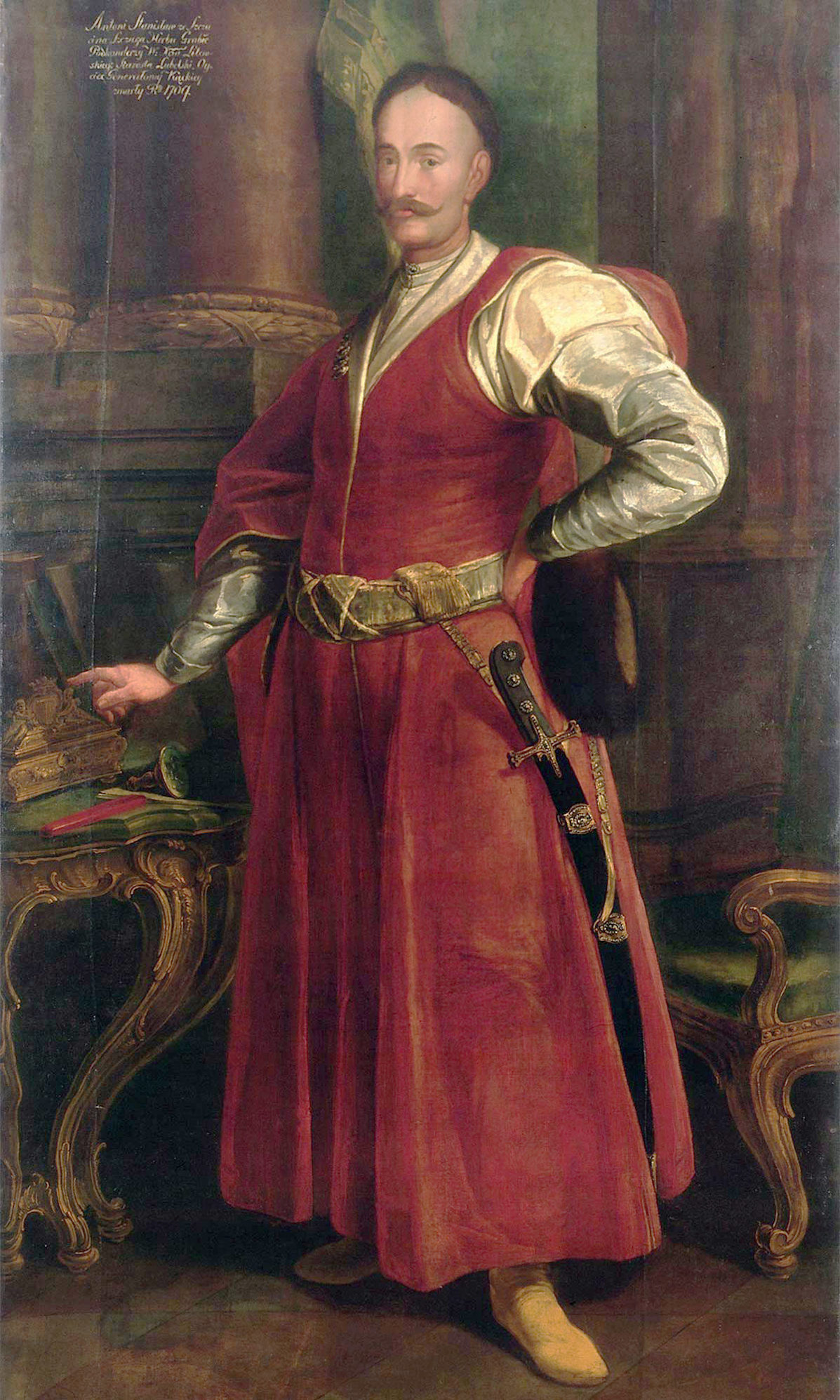
Estanislao Antoni Szczuka con atuendo típico sarmatista en el que destaca el kontusz rojo.

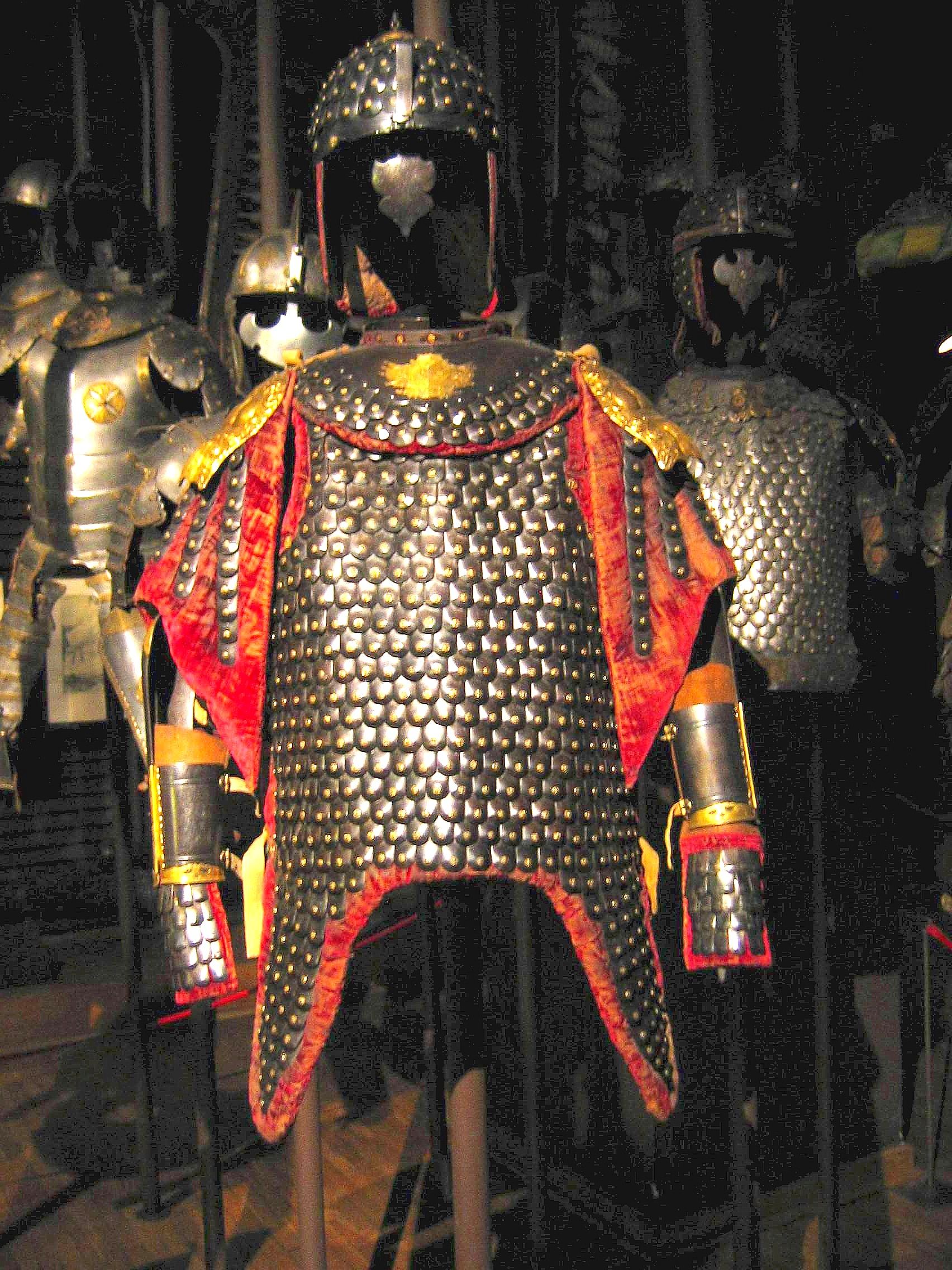
Armadura karacena de estilo sarmatista.

Sarmatismo (también sarmatianismo) es el término usado para referirse al estilo de vida, cultura e ideología de la szlachta (nobleza) de la Mancomunidad de Polonia-Lituania desde el siglo XV hasta el XVIII. Unido al concepto de "Libertad Dorada" formó un aspecto esencial de la cultura de la Mancomunidad. Su fundamento era la creencia de que los nobles polacos descendían de los antiguos sármatas. A lo largo de los siglos posteriores se ha conmemorado el concepto  en la misma medida en que ha sido duramente criticado.
La literatura polaca se hizo eco del término y la cultura asociada sobre todo durante el siglo XV, como por ejemplo en las memorias de Jan Chryzostom Pasek o los poemas de Waclaw Potocki. Los sarmatistas polacos pugnaban por el reconocimiento de su condición de caballeros, por la igualdad entre todos ellos ("Libertad Dorada") y por demostrar invencibilidad ante otros pueblos. El sarmatismo glorificaba las victorias pasadas del ejército polaco y exigía que los nobles polacos continuaran acrecentando esa tradición. La nobleza polaca solía vestír un largo abrigo ribeteado de piel llamado żupan, botas de caña alta, y portaba un sable llamado szabla. Los bigotes también eran populares así como diversos tipos de plumas para decorar el tocado de los hombres. Un elemento inseparable de su vestimenta durante las celebraciones era el sable llamado karabela.
Sarmatia o Sarmacia (en polaco Sarmacja) fue un nombre poético y semilegendario para Polonia que estuvo en boga durante el siglo XVIII, y que hacía referencia a cualidades asociadas a los ciudadanos ilustrados de la extensa Mancomunidad de Polonia-Lituania y el sarmatismo permeó en gran medida la cultura, el estilo de vida y la ideología de su nobleza, además de ser particular en su mezcla cultural única de tradiciones orientales, occidentales y nativas. El sarmatismo también influyó notablemente en la nobleza de otros estados contemporáneos: Ucrania, Moldavia, Transilvania, el Despotado de Serbia, la Croacia y la Hungría de los Habsburgo, Valaquia y Moscovia. Muy criticado durante la Ilustración polaca, las generaciones que hicieron suyo el Romanticismo en Polonia se dieron a la tarea de rehabilitarlo. Tras sobrevivir al realismo literario del periodo "positivista" polaco, el sarmatismo disfrutó de un regreso triunfal con la publicación y popularidad de La Trilogía de Henryk Sienkiewicz, primer galardonado polaco con el Nobel de literatura (1905).

## Origen medieval y relación con la historia antigua
El primero en usar el término sarmatismo fue Jan Długosz en sus obras del siglo XV sobre la historia de Polonia. Długosz también fue el responsable de enlazar a los sármatas con la prehistoria de Polonia y esta idea fue retomada por otros cronistas e historiadores como Marcin Bielski, Marcin Kromer y Maciej Miechowita. El Tractatus de Duabus Sarmatiis de Miechowita tuvo amplia repercusión y durante algún tiempo se convirtió en una de los obras de referencia y de consulta obligada en la Mancomunidad de Polonia-Lituania.
Los supuestos antepasados de la szlachta, los sármatas, eran un confederación de tribus principalmente iranias que vivían al norte del Mar Negro. Heródoto escribió en el siglo V a. C. que estas tribus descendían de los escitas y de las amazonas. Los godos y otros pueblos se mezclaron con los sármatas en el siglo II d. C. y pudieron haber tenido vínculos directos con Polonia, aunque no es una cuestión fácil de dilucidar. La leyenda arraigó y evolucionó hasta que la mayoría de los miembros de la Mancomunidad y muchos en el exterior creyeron que buena parte de los nobles polacos eran de algún modo descendientes de los sármatas (también conocidos como saurómatas). Otra tradición suponía que los mismos sármatas eran descendientes de Jafet, hijo de Noé.

Zona de origen de los sármatas, el más occidental de los pueblos iranios, en torno al 100 a. C.

Algunos simpatizantes del sarmatismo planteaban que, como miembros de la nobleza polaca medieval, eran descendientes del antiguo pueblo sármata. Según esta idea sus antepasados habrían conquistado y sometido a los eslavos nativos y, como los búlgaros en Bulgaria o los francos germánicos que conquistaron la Galia (Francia), al final adoptaron el lenguaje local. Dicha nobleza llegó a creer que pertenecían, al menos figuradamente, a un pueblo diferente (aunque remotamente en el tiempo) al de los eslavos a los que gobernaban. Este punto de vista no tenía origen, al menos por completo, en consideraciones provincianas o ignorantes: ciertos mapas del Imperio Romano, confeccionados durante el Renacimiento, llevaban escrito el nombre de Sarmatia sobre la mayoría del territorio de la Mancomunidad de Polonia-Lituania, algo que justificaba el interés en las "raíces sármatas".
Siglos después, los investigadores modernos encontraron pruebas que demostraban que los alanos, un pueblo sármata hablante de una lengua irania, sí invadieron territorios de tribus eslavas en Europa Oriental antes del siglo VI y que, según Sulimirski, "los sármatas evidentemente formaron la clase dirigente de la zona, que se fue eslavizando gradualmente". Su conexión política directa con Polonia es, sin embargo, más incierta. En su publicación de 1970, The Sarmatians (parte de la serie "Ancient Peoples and Places"), Tadeuz Sulimirski (1898-1983), un historiador polaco-británico, arqueólogo e investigador de los antiguos sármatas, analiza las abundantes pruebas de la presencia sármata en Europa Oriental, por ejemplo el hallazgo de diversos objetos funerarios como cerámica, armas y joyería. Otras posibles influencias sociales y etnológicas en la szlachta polaca podrían incluir la heráldica de inspiración tamga, la organización social, prácticas militares y tradiciones de enterramiento.

## Cultura y comportamiento
Las creencias y costumbres sarmatistas se convirtieron en una parte importante de la cultura szlachta, influyendo en todos los aspectos de su vida. El sarmatismo glorificaba la igualdad entre toda la szlachta y valoraba en gran medida su estilo de vida y sus tradiciones que incluían montar a caballo, la vida rural en el campo, la paz y un relativo pacifismo. También puso de moda prendas y estilos orientales, casi asiáticos, elementos como el żupan, el kontusz, la sukmana, el pas kontuszowy, la delia, y el szabla. De esta manera servía para integrar a la nobleza multiétnica al crear un sentido de unidad y orgullo casi nacionalista entre la Libertad Dorada política de la szlachta. También permitía distinguir a la szlachta polaca de la nobleza occidental, a quienes la szlachta denominaba pludracy en referencia a sus calzas, una prenda de vestir no usada por la szlachta pero popular entre los europeos occidentales.

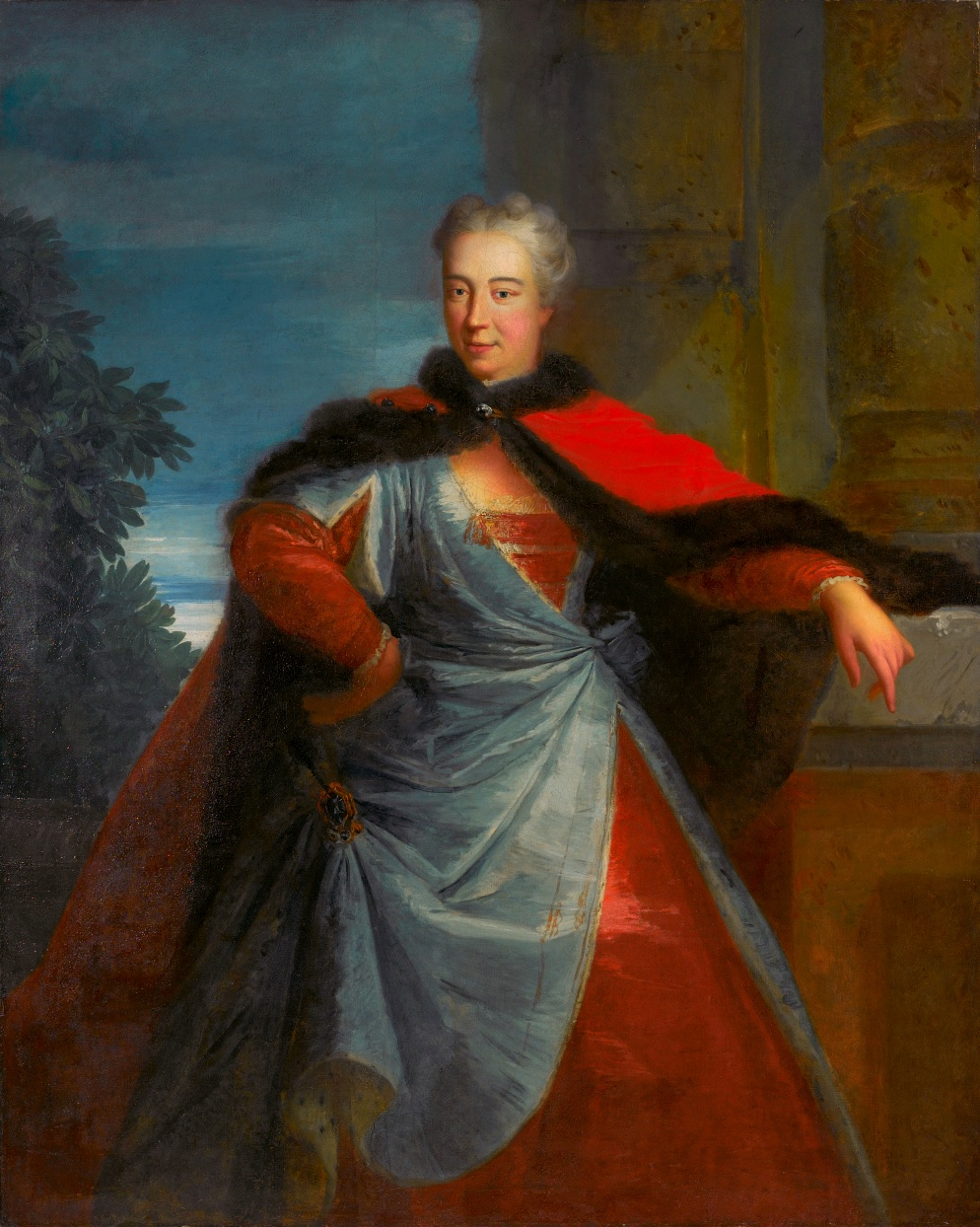
La políticamente influyente Elżbieta Sieniawska, con pose sarmatista y un abrigo delia masculino.

Los sarmatistas valoraban mucho los lazos familiares y sociales. Se trataba a las mujeres con honor y galantería y las conversaciones eran una de sus ocupaciones preferidas. Los invitados eran siempre bienvenidos: familiares, amigos, incluso extraños, sobre todo si venían del extranjero. Muchos nobles hablaban latín. Se organizaban con frecuencia lujosos banquetes donde se bebía alcohol en grandes cantidades, una de las razones de que las disputas y peleas entre hombres fueran habituales durante estas celebraciones, además de asuntos de honor, un aspecto de vital importancia. Los bailes más populares durante dichas fiestas eran la polonesa, la mazurka y el oberek. Los hombres vivían más que las mujeres y también se casaban más tarde; sus matrimonios se describían como 'una profunda amistad'. Los hombres solían viajar con frecuencia a los Sejms, Sejmiki, indulgencias, tribunales o actos populares, mientras las mujeres permanecían en el hogar y cuidaban de la propiedad, el ganado y los niños. Los nacimientos eran numerosos pero la mortalidad infantil era alta y muchos morían antes de alcanzar la madurez. Niños y niñas se criaban por separado, en compañía de hombres o de mujeres. Los pleitos, incluso en asuntos relativamente irrelevantes, eran comunes, pero en la mayoría de los casos se alcanzaban compromisos.
Las ceremonias funerarias en la Polonia sarmatista eran muy elaboradas, con algunas características particulares que las diferenciaban de las de otras partes de Europa. Eran actos planeados meticulosamente, llenos de pompa y esplendor. En el periodo entre la muerte del noble y su funeral se llevaban a cabo complejos preparativos que empleaban a un gran número de artesanos, arquitectos, decoradores, sirvientes y cocineros; tan elaborados eran que a veces pasaban meses hasta que todos los preparativos estaban completos. Antes del entierro, el ataúd, con el cadáver en su interior, se colocaba en el interior de una iglesia en medio de la compleja arquitectura del castrum doloris ("castillo del duelo"). A los lados del féretro se colocaban escudos heráldicos y una hoja de estaño con un epitafio cumplía el papel adicional de proporcionar información sobre el finado. Una procesión que acababa su recorrido en el templo precedía las celebraciones religiosas. Esta estaba encabezada por un hombre a caballo que interpretaba el papel del noble fallecido y vestía su armadura. Este hombre entraba en el templo y se bajaba del caballo provocando un gran estruendo, mostrando de este modo el triunfo de la muerte sobre el poder terrenal y el valor caballeresco. Algunas de estas ceremonias duraban hasta cuatro días y terminaban con un velatorio que tenía poco que ver con la seriedad de la situación y que se convertían con facilidad en lo que eran simple y llanamente juergas. En ocasiones partidas enteras de miembros de la iglesia tomaban parte en el entierro: en el siglo XVIII 10 obispos, 60 canónigos y 1705 sacerdotes participaron en el funeral de un noble polaco.
Algunos de los nobles polacos creyeron erróneamente que sus supuestos antepasados sármatas eran un pueblo túrquico y de acuerdo a esta creencia veían a sus enemigos tártaros de Turquía y Crimea como sus iguales, aunque imposibles de redimir dado que no eran cristianos. Muchos sarmatistas creían que los eslavos a quienes gobernaban, ya fuesen católicos polacohablantes u ortodoxos rutenohablantes, eran gentes atrasadas. Esta ideología llevó a los seguidores polacos del sarmatismo a profundos desacuerdos con los posteriores rusos paneslavistas. Los ejércitos de la Mancomunidad de este periodo estaban muy a menudo en guerra con el Imperio Otomano y copiaban con rapidez cualquier avance militar del que hicieran gala sus enemigos. Además de esto, el arte y el mobiliario de los persas y de los chinos así como el de los otomanos fueron muy admirados y solicitados durante el periodo barroco en Polonia.
De acuerdo con el punto de vista de sus supuestos orígenes túrquicos, la vestimenta sarmatista se alejó de la que llevaban los nobles de otros países europeos, y sus raíces se encuentran en Oriente. Eran prendas largas, señoriales, ostentosas y coloridas. Uno de sus elementos más característicos era el kontusz, que se llevaba acompañado por la faja kontusz. Debajo se usaba el żupan y sobre el żupan iba la delia. Las prendas de las familias más poderosas eran carmesí y escarlata. El szarawary era la prenda más habitual para la parte inferior del cuerpo y el calpac, decorado con plumas de garza, se llevaba en la cabeza. A pesar de todo la moda francesa también contribuyó al estilo sarmatista del vestuario polaco.

## Pensamiento político e instituciones

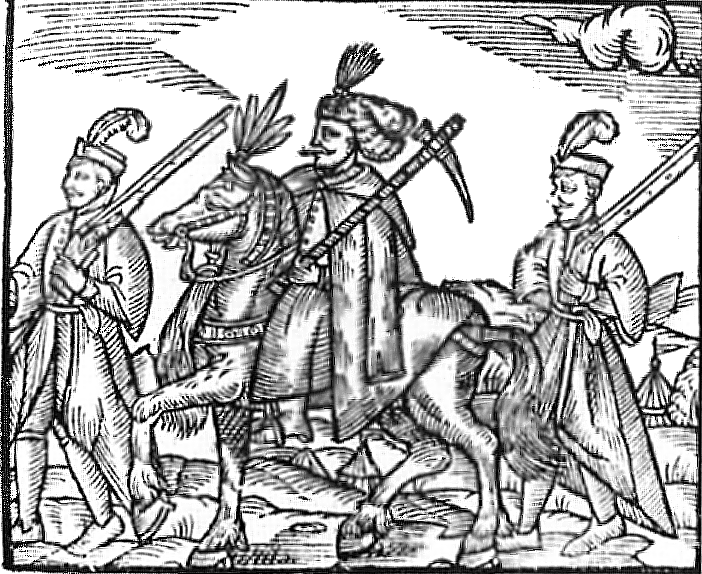
Noble polaco con dos guardias hajduk.

Los partidarios del sarmatismo alababan su importancia vital para Polonia por su consideración de oasis gracias a la Libertad Dorada para la nobleza polaca, mientras el país se encontraba rodeado por reinos antagonistas con gobiernos absolutistas. También veían Polonia como el bastión de la verdadera Cristiandad, casi rodeada por el musulmán Imperio Otomano, y por los díscolos cristianos ortodoxos de Rusia y por los protestantes de Alemania y Suecia.
Los historiadores polacos contemporáneos tienden a considerar que la característica esencial de esta tradición no era la ideología sarmatista sino el modo en que se regía la Rzeczpospolita, nombre dado al gobierno de la Mancomunidad y el equivalente a república en polaco. Los conceptos democráticos de ley y orden, autogobierno y cargos electivos constituían una parte indisoluble del sarmatismo, y aun así era democracia para unos pocos, como ya lo fue la democracia ateniense. El rey, a pesar de ser elegido, mantenía la posición preeminente en el estado, pero su poder se veía limitado por varias actas legales y estipulaciones. Además, solo los nobles disfrutaban de derechos políticos, concretamente el voto en el Sejmik y en el Sejm. Cada posel o miembro del Sejm, tenía el derecho a ejercer el llamado liberum veto, que permitía vetar el avance de una nueva ley o resolución. Finalmente, dado el caso de que el rey se negara a acatar la legislación del estado o intentase limitar o cuestionar los privilegios de los nobles, estos tenían el derecho de rechazar las órdenes del rey y de oponerse a él con el uso de las armas. Aunque esto impedía gobiernos absolutistas también provocó que el poder del estado central se volviera frágil y vulnerable a la anarquía.
La nobleza consideraba el sistema político de la Rzeczpospolita el mejor del mundo, y al Sejm polaco como el más antiguo, algo objetivamente cierto. El sistema fue comparado con frecuencia con la República romana y con las polis griegas, aunque ambos sistemas sucumbieron al final ante el gobierno imperial o ante los tiranos. Los sarmatistas consideraban que los Artículos de Enrique eran los cimientos del sistema. Cualquier intento de infringir estas leyes se trataba como un crimen grave.
A pesar de los frutos de la edad dorada polaca y de la cultura sarmatista, el país terminó entrando en un periodo de declive nacional pues llevó a un conformismo cultural corto de miras. De hecho, con el tiempo se impuso una devastadora anarquía política, debida al uso egocéntrico del veto libre de los individuos de la szlachta en el Sejm, o a los actos de reyes que no velaban por el interés de la patria. A finales del siglo XVIII el lamentable estado de la forma de gobierno condujo a las tres Particiones de Polonia a favor de las vecinas potencias militares.

¿Merecía la pena preservar el estilo de vida sarmatista? Algunos aspectos de él sí, sin duda. Pero dada la insistencia de la nobleza en salvaguardar celosamente sus privilegios e impedir su ampliación a otros grupos sociales, condenó a la estructura de la Mancomunidad a la atrofia y a la venganza de las clases bajas. ... El sarmatismo fue un escudo ideológico contra las realidades históricas que le llevaban la contraria a cada momento.
Memoirs of the Polish Baroque. The Writings of Jan Chryzostom Pasek, a Squire of the Commonwealth of Poland and Lithuania

Desde su popularidad original entre la antigua szlachta, el sarmatismo en sí cayó en un declive político, pero desde entonces ha pasado por un revisionismo y resurgimiento y un posterior ocaso.

## Religión
Es cierto que la forma y la sustancia de la declaración de la Confederación de Varsovia del 28 de enero de 1573 eran absolutamente excepcionales en relación con las condiciones que prevalecían en el resto de Europa; los principios de la vida religiosa de la República se basaron en ella durante más de doscientos años.
Norman Davies

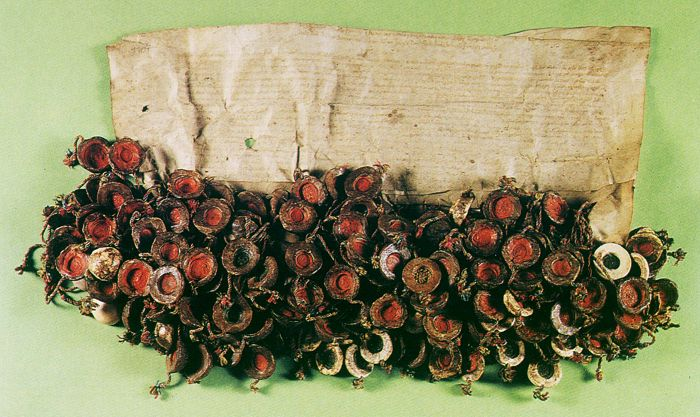
Acta original de la Confederación de Varsovia de 1573, la primera acta de libertad religiosa en Europa.

Polonia cuenta con una larga tradición de libertad religiosa. El derecho de libre culto era un derecho básico otorgado a todos los habitantes de la Mancomunidad a lo largo de los siglos XV y XVI, y Polonia recogió en sus dominios la libertad religiosa absoluta de manera oficial en 1573 con la Confederación de Varsovia. Polonia mantuvo sus leyes sobre libertad religiosa durante una era en la que la persecución religiosa era habitual en el resto de Europa. La Mancomunidad fue un lugar donde las sectas religiosas más radicales buscaron protección ante la persecución en otros países del mundo cristiano.

Este país se ha convertido en un refugio para herejes.
Cardenal Hosius, legado papal para Polonia.

En el ámbito religioso, el catolicismo era la fe dominante y se ponía mucho énfasis en ello porque se consideraba que así se diferenciaba a los sarmatistas polacos de sus pares turcos o tártaros. Se insistía a menudo en el valor de la providencia y de la gracia de Dios y todos los asuntos terrenales se percibían como un medio para alcanzar un objetivo final, el Cielo. En consecuencia se le daba mucha importancia a la penitencia como medio para salvarse del castigo eterno. La creencia general era que Dios lo veía todo y que todo tenía un significado. La población participaba de buena gana en la vida religiosa en forma de misas, indulgencias o peregrinaciones, y la Virgen María, los santos y la Pasión de Cristo eran motivo de especial devoción.

## Arte y literatura sarmatista
Los sarmatistas le daban al arte una función propagandística: su papel era el de inmortalizar para la posteridad el buen nombre de la familia al ensalzar las virtudes de los antepasados y sus grandes hazañas. Consecuentemente existía una gran demanda de retratos personales o familiares. Sus rasgos característicos eran el realismo, la variedad de colorido y la gran presencia del simbolismo (epitafios, escudos de armas, elementos militares). Se solía representar a las personas en vistas de tres cuartos contra fondos oscuros de tonos suaves.
Algunos de los nombres principales entre quienes representaron a la cultura sarmatista fueron:
- Wacław Potocki
- Jan Chryzostom Pasek
- Wespazjan Kochowski
- Andrzej Zbylitowski
- Hieronim Morsztyn
- Jan Andrzej Morsztyn
- Daniel Naborowski
- Justus Ludwik Decjusz

El latín era muy popular y a menudo se combinaba con el idioma polaco en escritos macarrónicos y en el habla. Conocer al menos lo básico del latín era casi una obligación para los miembros de la szlachta.
En el siglo XIX Henryk Sienkiewicz retrató y popularizó la cultura sarmatista de la Mancomunidad de Polonia-Lituania en su trilogía (Ogniem i Mieczem, Potop, Pan Wolodyjowski). A lo largo del siglo XX la trilogía de Sienkiewicz se llevó al cine y la cultura sarmatista se convirtió en tema para muchos libros modernos (Jacek Komuda entre otros), canciones (como las de Jacek Kaczmarski) e incluso sirvió de inspiración para juegos de rol como Dzikie Pola.

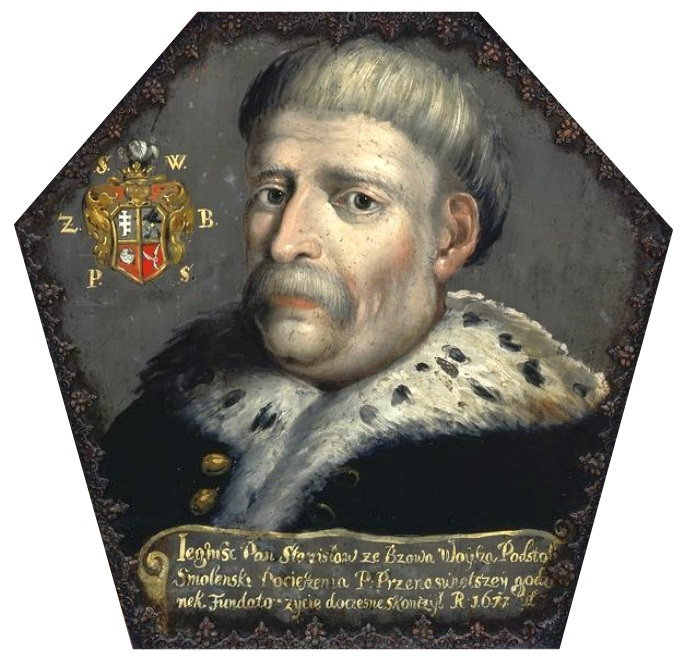
Retrato de ataúd de Stanislaw Woysza, 1677.

Una de las expresiones artísticas más peculiares del sarmatismo era la de los retratos de ataúd, un estilo de retrato característico de la pintura barroca polaca que no existía en ningún otro lugar de Europa. Los retratos octogonales o hexagonales se fijaban a la zona de la cabeza del ataúd para que el fallecido, como cristiano con un alma inmortal, quedara inmortalizado como si estuviera vivo y fuera capaz de dialogar con los dolientes durante los esplendorosos actos funerarios. Dichos retratos eran un consuelo que evocaba la ilusión de la presencia del fallecido y también una técnica ritual que proporcionaba un vínculo entre los vivos y aquellos que dejaban el mundo material. Los pocos retratos que han resistido el paso del tiempo, frecuentemente pintados a lo largo de la vida del representado, son una fuente fiable de información sobre la nobleza polaca del siglo XVII. Los muertos aparecían tanto con su atuendo oficial como con traje de viaje, dado que se consideraba la muerte un viaje hacia lo desconocido. El retrato de ataúd más antiguo conocido en Polonia es el de Stefan Batory, que data de finales del siglo XVI.
Muchas de las residencias de la szlachta eran mansiones de madera. Durante el periodo sarmatista polaco se construyeron numerosos palacios e iglesias que seguían la tendencia dominante de preferir soluciones arquitectónicas nativas caracterizadas por formas góticas y una decoración única de estuco en las bóvedas. También se levantaban lápidas en las iglesias por aquellos que habían prestado un considerable servicio a la patria. Los nobles construyeron decenas de miles de casas solariegas o dwör, casi todas con madera de pino, abeto o alerce. A la entrada  se hallaba un porche a la que seguía el espacio principal para recibir a los visitantes, un amplio vestíbulo. La casa estaba dividida en una parte íntima para las mujeres y una más pública para los hombres, y era habitual que hubiese anexos en las esquinas. Las paredes se decoraban con retratos de los antepasados, recuerdos y trofeos. Han sobrevivido pocas de las casas solariegas del periodo sarmatista polaco, pero la tradición siguió viva durante los siglos XIX y XX.

## Uso moderno
En la Polonia contemporánea la palabra "sarmatista" (en polaco: Sarmata- cuando se usa como sustantivo, sarmacki- cuando se usa como adjetivo) en una forma irónica de autoafirmación y a veces se usa como sinónimo del carácter polaco.
En estos últimos años un grupo de polaco-estadounidenses ha comenzado a publicar en la Universidad Rice una revista académica sobre Polonia y Europa central y oriental llamada Sarmatian Review.

## Impacto en otros pueblos de la Mancomunidad
Aquellos lituanos y ucranianos que vivían en la Mancomunidad también adoptaron determinados aspectos del sarmatismo. Algunos historiadores lituanos de la época afirmaron que su pueblo descendía de los escitas que se habían asentado en la antigua Roma, que con el tiempo se habría convertido en el hogar de su sumo sacerdote pagano.
Los ucranianos de este periodo afirmaban ser descendientes de los sármatas o de una tribu relacionada, los roxolanos. También aseguraban descender de los jázaros túrquicos. Por ejemplo, la constitución de 1701 de los cosacos de Zaporiyia incluía la siguiente declaración:

...el valiente y antiguo pueblo cosaco, antes conocido como jázaro, fue al principio encumbrado por la gloria inmortal... tanto es así que el Emperador oriental... unió en matrimonio a su hijo con la hija del Jagan, es decir, el príncipe cosaco"; "... la fe ortodoxa de la confesión oriental, con la que el valiente pueblo cosaco fue iluminado bajo el gobierno de los príncipes jázaros por la Sede Apostólica de Constantinopla..."; "mientras que el pueblo anteriormente conocido como jázaro y más tarde llamado cosaco traza su origen genealógico hasta los poderosos e invencibles godos... y une al pueblo cosaco con los vínculos más fuertes de afectuosa simpatía al estado crimeo...".

Los tártaros que se habían establecido en la Mancomunidad de Polonia-Lituania y eran leales al estado polaco eran vistos por los sarmatistas polacos como iguales. En consecuencia disfrutaban de los privilegios de la nobleza polaca y de la libertad para practicar la fe musulmana. Estos tártaros, a pesar de seguir el credo musulmán, tenían más fácil su aceptación en la sociedad polaca que los ucranianos cristianos ortodoxos cuyo supuesto origen sármata era más cuestionable.

## Valoración
Algunos críticos han expresado sus opiniones negativas sobre el desarrollo del sarmatismo, y han comentado que aunque al principio apoyaba la libertad religiosa, el orgullo nacional, la igualdad y la libertad, con el tiempo se acabó pervirtiendo y convirtiendo en un sistema de creencias propicio a la intolerancia y al fanatismo.
El sarmatismo, que evolucionó durante el Renacimiento polaco y se afianzó durante el Barroco polaco, encontró oposición en forma de la ideología de la Ilustración en Polonia. A finales del siglo XVIII el término 'sarmatismo' había adquirido connotaciones negativas y el concepto era objetivo de frecuentes críticas y ridiculizaciones en publicaciones políticas como Monitor, donde se convirtió en sinónimo de ideología ignorante e inculta además de un término despectivo para aquellos que se oponían a las reformas de los 'progresistas' como el rey, Estanislao II Augusto Poniatowski. La ideología sarmatista pasó a ser un objetivo a ridiculizar, como se puede observar en la obra "Sarmatismo" (Sarmatyzm, 1785) de Franciszek Zabłocki.
El proceso vio un cierto retroceso en alguna medida durante el periodo del Romanticismo polaco, cuando tras las Particiones de Polonia el recuerdo de la antigua Edad de oro de Polonia llevó a rehabilitar antiguas tradiciones hasta cierto punto. Especialmente tras el Levantamiento de Noviembre, cuando el género literario llamado gawęda szlachecka ("relato de un noble") creado por Henryk Rzewuski logró popularidad, el sarmatismo pasó a ser representado de manera positiva en la literatura. Un tratamiento parecido del concepto se puede observar en el mesianismo polaco y en las obras de grandes poetas polacos como Adam Mickiewicz (Pan Tadeusz), Juliusz Słowacki y Zygmunt Krasiński, así como entre escritores como (Henryk Sienkiewicz y su Trylogia) y otras disciplinas. Este estrecho vínculo entre el Romanticismo polaco y la historia de Polonia se convirtió en una de las cualidades definitorias de este periodo literario, lo que lo diferencia de otras literaturas contemporáneas que no sufrieron la falta de una realidad de estado soberano como ocurría con Polonia.